# Lago Grimsel
El Grimselsee o lago Grimsel es un lago artificial cerca del puerto de Grimsel en el cantón de Berna, Suiza. Con un volumen de 95 millones de m³ (20,9 mil millones de galones imperiales, 20,1 mil millones de galones estadounidenses), es más grande que otros embalses hidroeléctricos en la región de las cabeceras del Aar: Oberaarsee, Räterichsbodensee y Gelmersee. La represa se completó en 1932 y es operada por Kraftwerke Oberhasli AG (KWO). Se encuentra situado en el municipio de Guttannen.